# Salems kyrka
Salems kyrka är en kyrkobyggnad utmed E 4:an ett par mil söder om Stockholm och ligger inom Salems kommun i Södermanland. Kyrkan som är belägen på en udde söder om Bornsjön är inbäddad mellan stora ekar, lindar, alar och björkar. Trakten är rik på fornlämningar och intill kyrkan går Gamla Södertäljevägen.

## Kyrkobyggnaden
Kyrkan i romansk stil är uppförd i början på 1100-talet. Under takfoten på tornets norra sida syns spår efter skottgluggar, vilket tyder på en försvarsanläggning. Tornet som enligt traditionen är placerat i väster, har ankarjärn från 1100-talet, likaså vissa delar av väggen fram till sakristian. Ett vapenhus tillkom på 1400-talet, samtidigt utvidgades det äldre, blott fyrtio kvm trånga långhuset åt söder och öster, varmed samlingsrummet visserligen blev rymligare, men själva kyrkokroppen blev något osymmetrisk. På 1600-talet tillkom det Wredeska koret. Under gångna århundraden har kyrkan byggts om vid ett flertal tillfällen, men arkitekturen har ändå bibehållit sin ålderdomliga prägel.

## Interiörer
Dopfunten är från 1100-talet och ett krucifix från 1200-talet är uppsatt i triumfbågen. Här har tidigare funnits ett mycket vackert altarskåp från senmedeltiden, där bland annat S:t Botvid är avbildad. Det förvaras numera på Statens historiska museum i Stockholm.
Predikstolen är från 1809. Den är placerad ovanför altaret, vilket är ovanligt. Den gamla predikstolen, riven samma år, är försvunnen.

## Orgel
- 1781 byggde Jonas Ekengren en orgel till kyrkan. Den flyttades 1855 till Vällinge kapell, även det i Salems socken.
- 1855 byggde A W Lindgren en orgel med 8 stämmor och två manualer.
- 1944 byggde A Magnussons Orgelbyggeri en orgel. Orgeln är pneumatisk och har rooseweltlådor. Det finns även tremulant för hela orgeln, registersvällare och automatisk pedalväxling. Fasaden är från 1855 års orgel.

| Huvudverk I   | Svällverk II      | Pedal         | Koppel    |
| Principal 8´  | Rörflöjt 8´       | Subbas 16´    | I/P       |
| Gedackt 8´    | Fugara 8´         | Oktavbas 8´   | II/P      |
| Oktava 4´     | Gemshorn 4´       | Gedacktbas 8´ | II/I      |
| Hålflöjt 4´   | Nasard 2 2/3'     |               | II 16'/I  |
| Quinta 2 2/3' | Blockflöjt 2'     |               | II 4'/I   |
| Oktava 2'     | Ters 1 3/5'       |               | II 16'/II |
| Mixtur 4 chor | Krumhorn 8'       |               |           |
|               | Crescendosvällare |               |           |

Den nuvarande orgeln är byggd 2021 av Tostareds Kyrkorgelfabrik. Den har mekanisk traktur och elektrisk registratur.
Orgeln är utrustad med 20.000 fria kombinationer.
| Man I. Huvudverk C-g3 | Man II. Svällverk C-g3 | Pedal C-f1   | Koppel |
| --------------------- | ---------------------- | ------------ | ------ |
| Borduna 16'           | Principal 8'           | Subbas 16'   | II/I   |
| Principal 8'          | Rörflöjt 8'            | Principal 8' | II/P   |
| Flagflöjt 8'          | Salicional 8'          | Borduna 8'   | I/P    |
| Fugara 8'             | Voix céleste 8'        | Octava 4'    |        |
| Octava 4'             | Octava 4'              | Basun 16'    |        |
| Flûte octaviante 4'   | Täckflöjt 4'           |              |        |
| Quinta 3'             | Nasard 2 2/3'          |              |        |
| Octava 2'             | Waldflöjt 2'           |              |        |
| Mixtur III            | Ters 1 3/5'            |              |        |
| Trumpet 8'            | Scharf II              |              |        |
|                       | Oboe 8'                |              |        |
|                       | Tremulant              |              |        |

## S:t Botvids första begravningskyrka

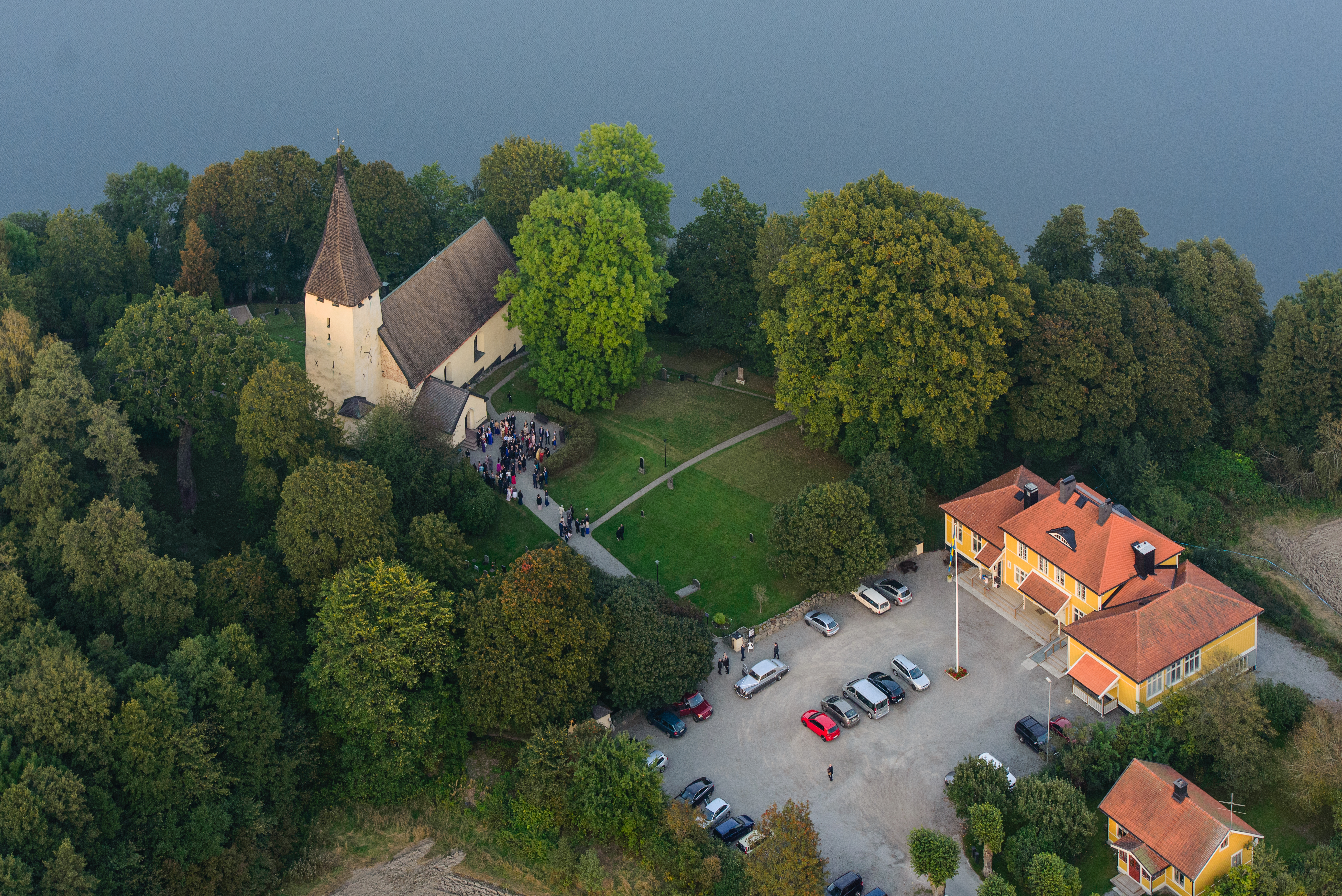
Kyrkan och skolan, 2014.

Salems allra första kyrka var byggd av trä och enligt Botvidslegenden uppförd till S:t Albans ära. Enligt samma legend var det i denna kyrka som S:t Botvid låg begravd de först nio åren, innan hans bror hämtade hans kvarlevor och överförde dessa 1129 till fädernegårdens nybyggda träkyrka på Hammarby ägor. Träkyrkan ersattes av en stenkyrka som stod klar 1176, och som bär Botvids namn: Botkyrka kyrka.

## Ortnamnet
Enligt en folklig tradition ska det även ha varit denna händelse som gett upphov till namnet Salem. I och med att helgonets kvarlevor överfördes till den nya kyrkan förlorade dess föregångare sin viktigaste ägodel och kyrkan skulle då komma att kallas den slemma kyrkan, där slem betyder usel, fattig eller gammal. Denna etymologi avvisas idag. Namnet Slæm är känt från 1283. Det är sannolikt en sammansättning av växtbeteckningen sla = 'slån' och hem = 'boplats, gård'.  Sockennamnet Slem ändrades emellertid genom s.k. namnuppsnyggning till Salem på 1600-talet, under kyrkoherde Olaus Achatii Wallenius tid. Denne hävdade 1667 att namnet kom från en "jungfru Salema" som skulle ha grundlagt kyrkan. I tidigare legender kallades den grundläggande jungfrun emellertid för Dina. En sannolikare förebild för förändringen torde vara det bibliska begreppet Salem, en poetisk form för Jerusalem, Psaltaren 76:3, Första Mosebok 14:8, Hebreerbrevet 7:1-2.

## Exteriörbilder

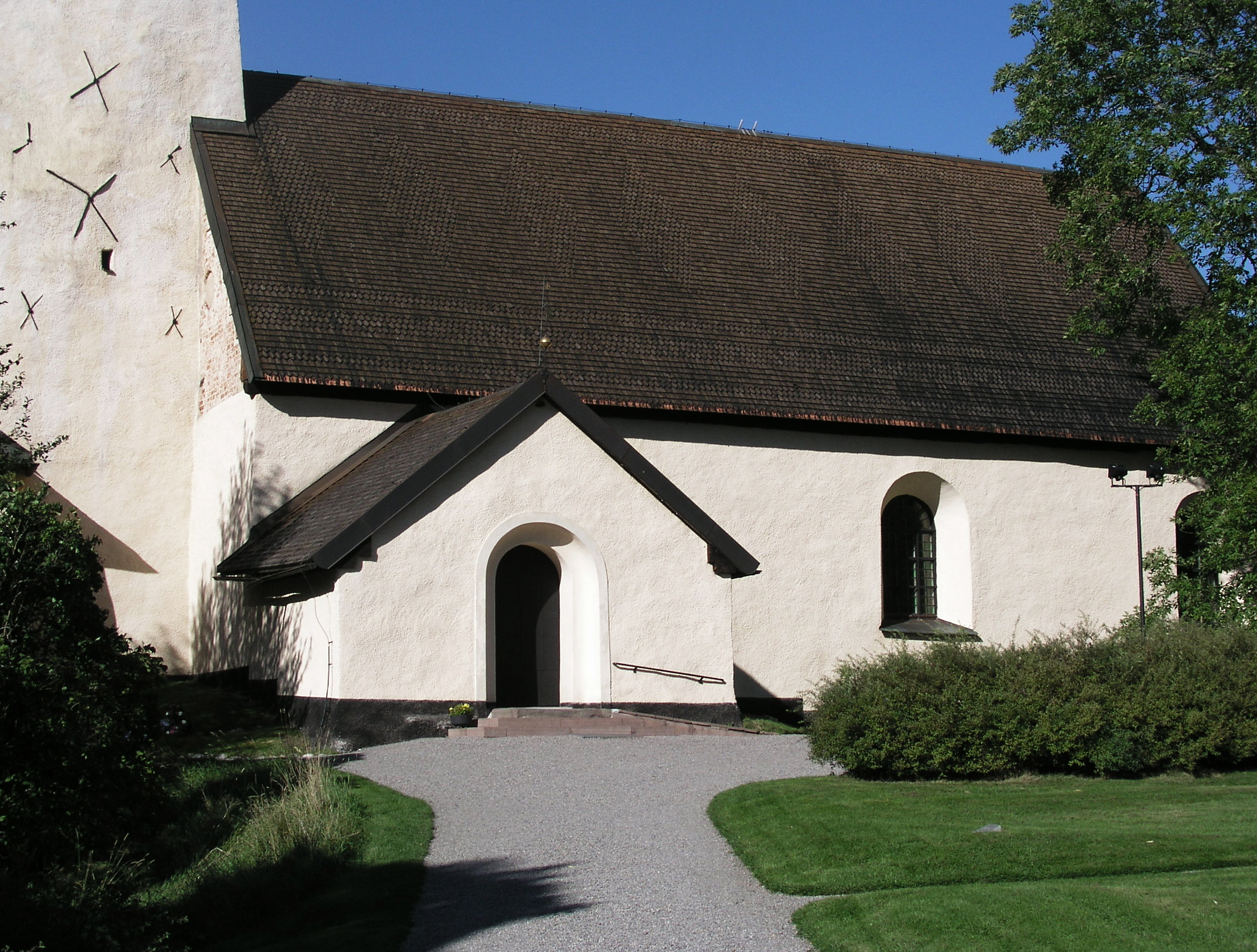
Entrén
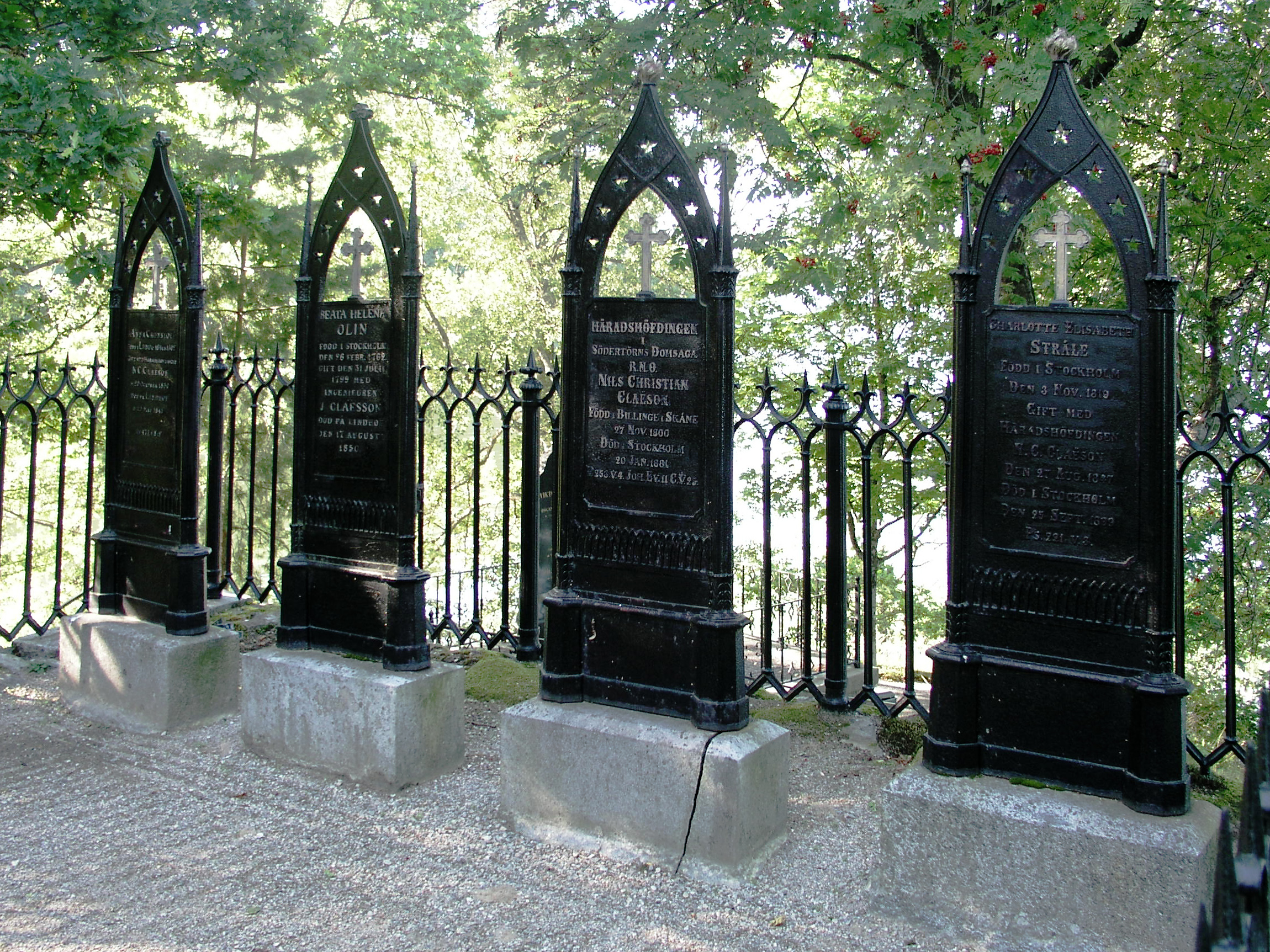
Kyrkogården
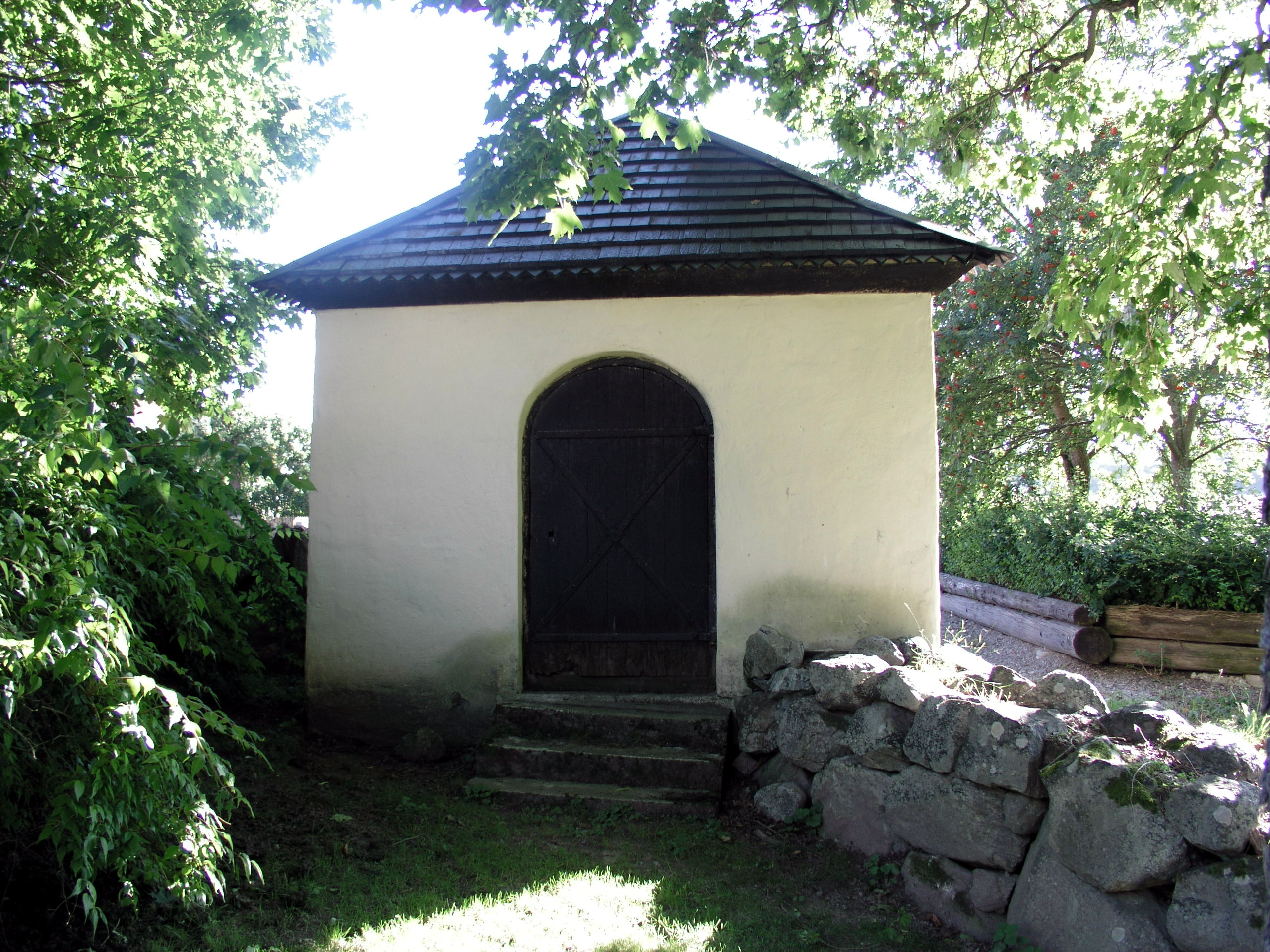
Likboden
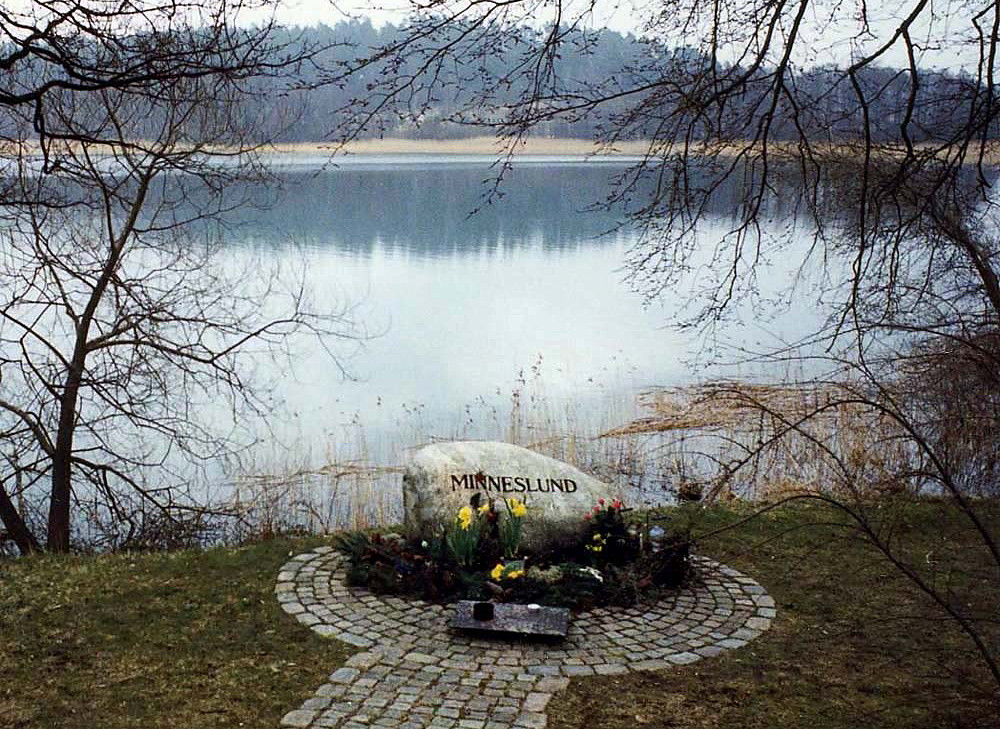
Minneslunden
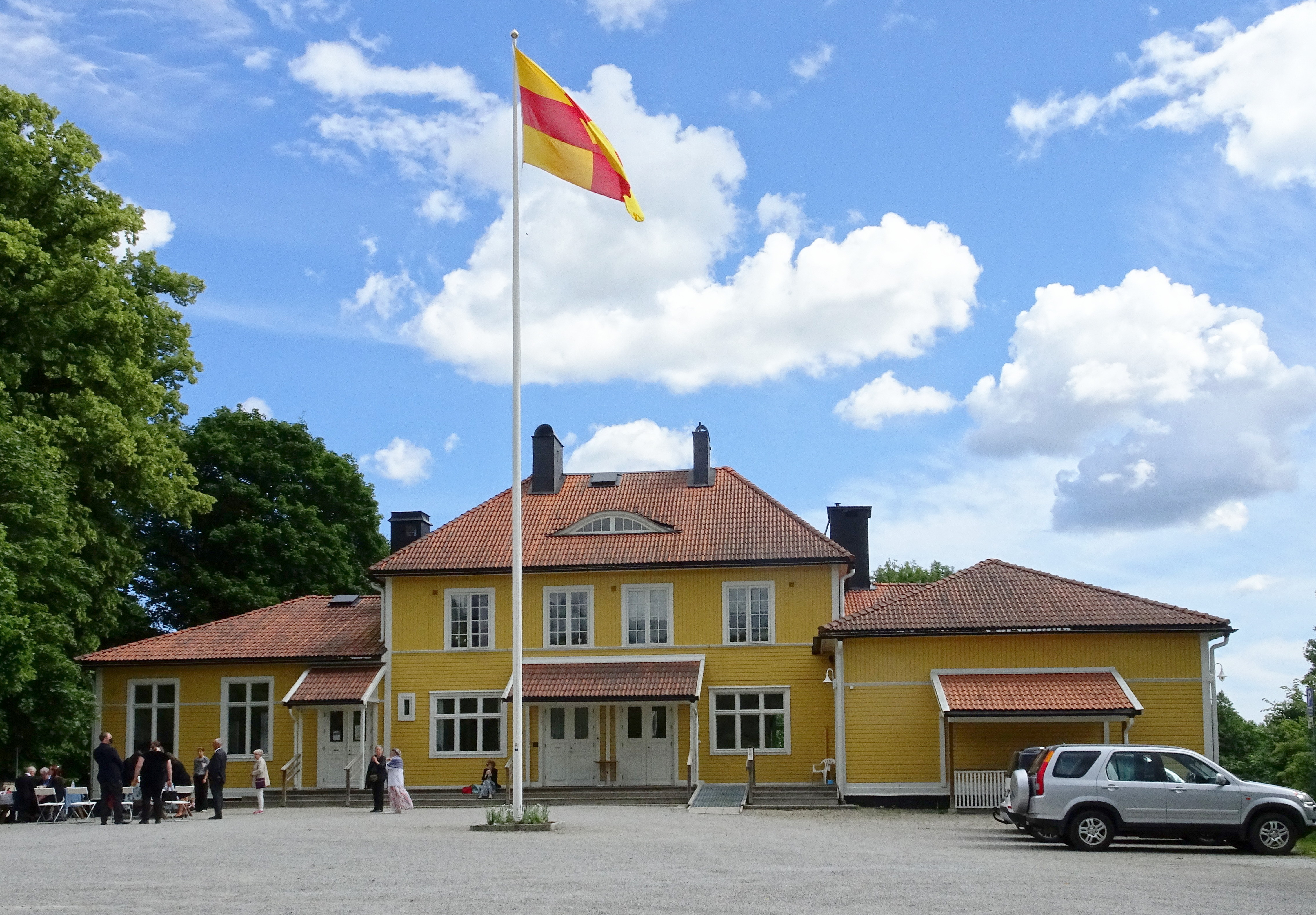
Kyrkskolan

## Interiörbilder

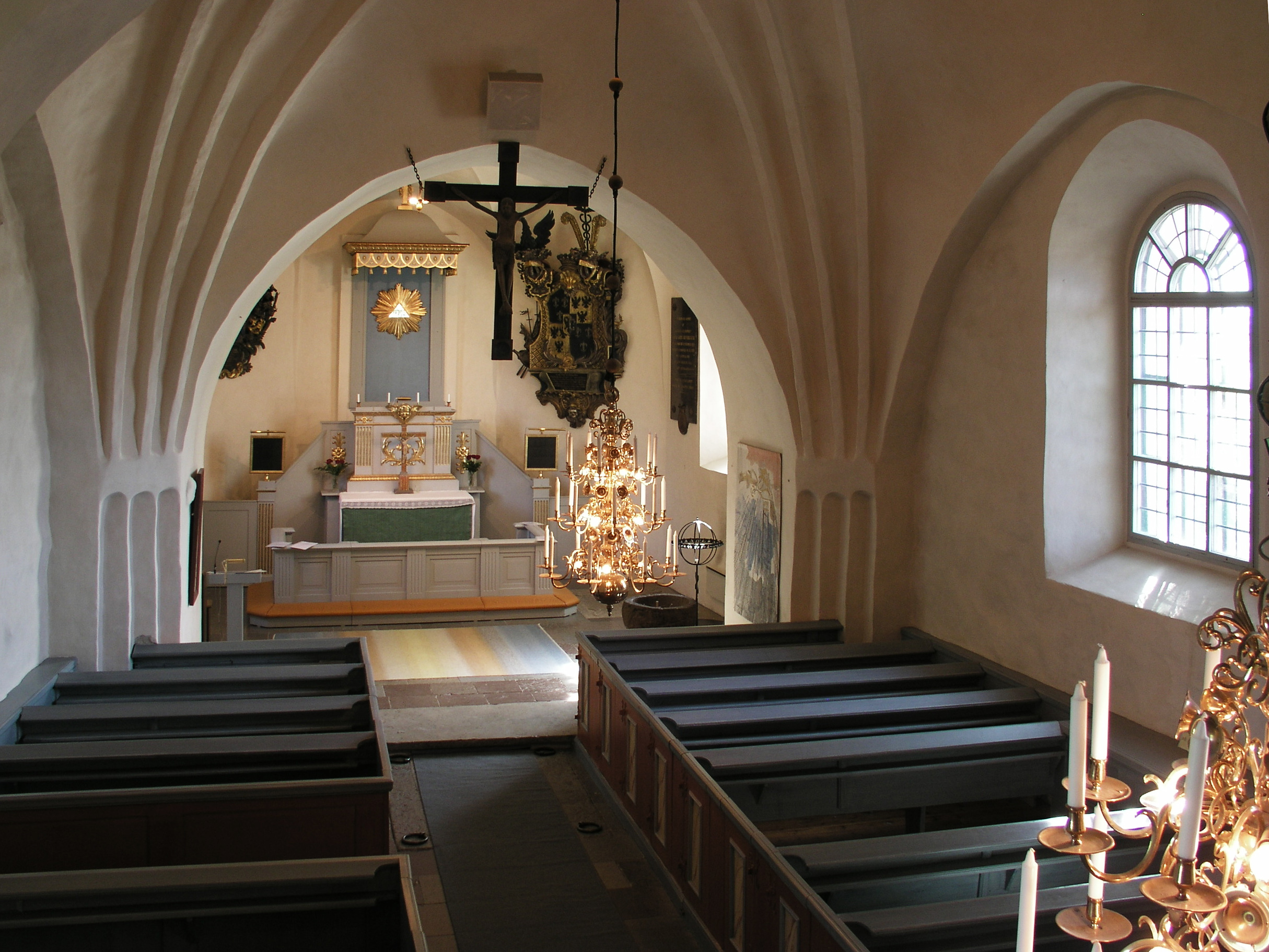
Långskepp
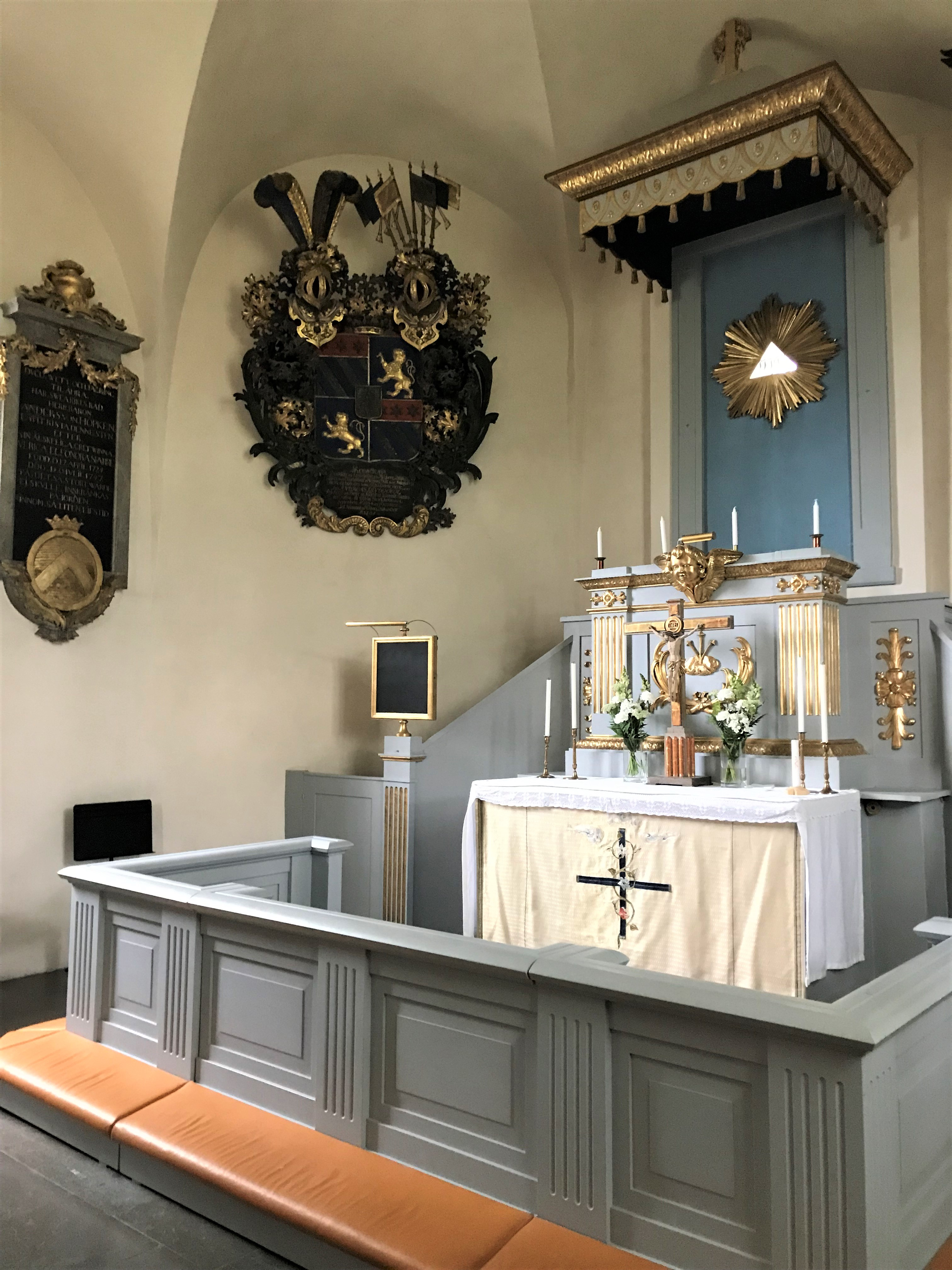
Altarpredikstol
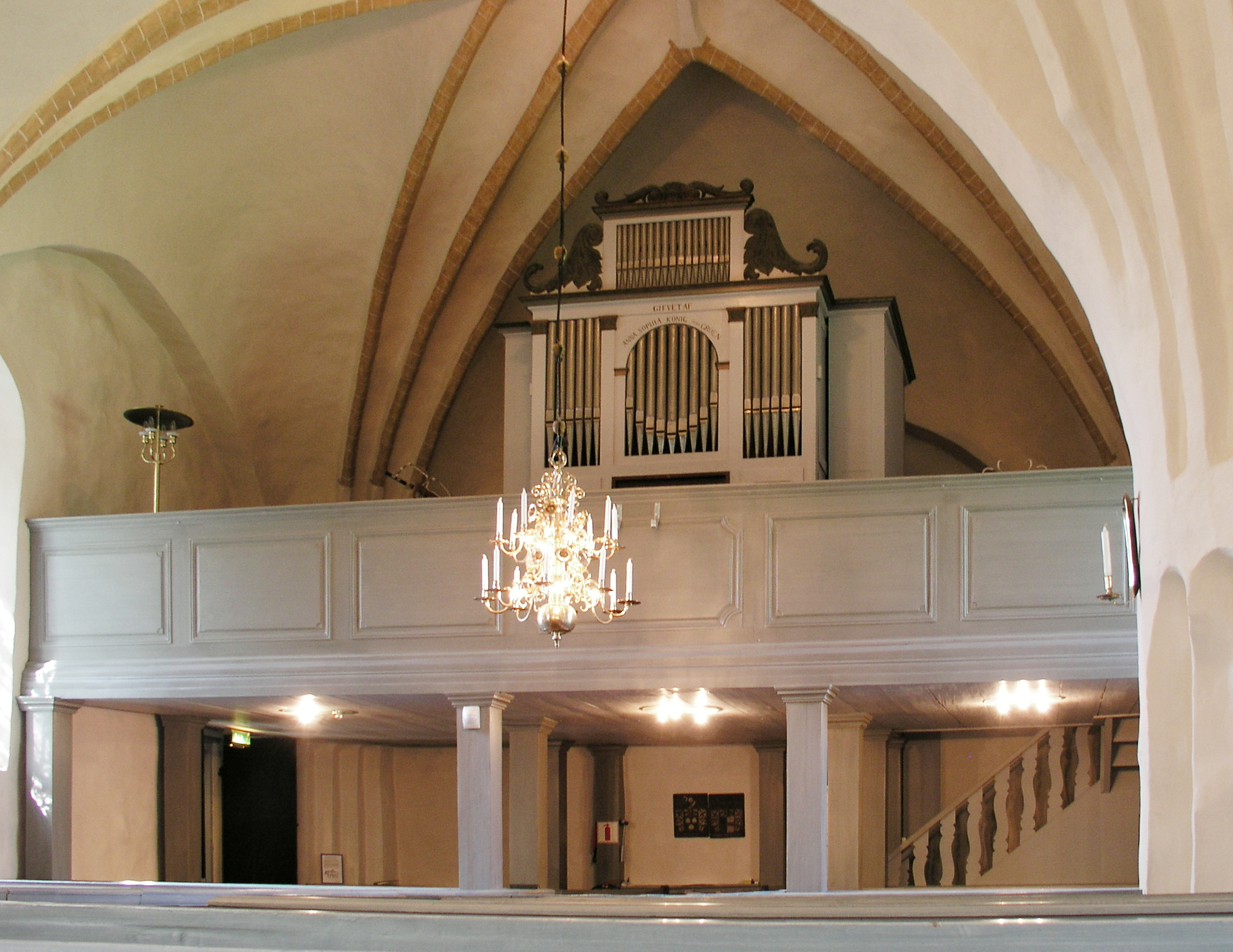
Orgel
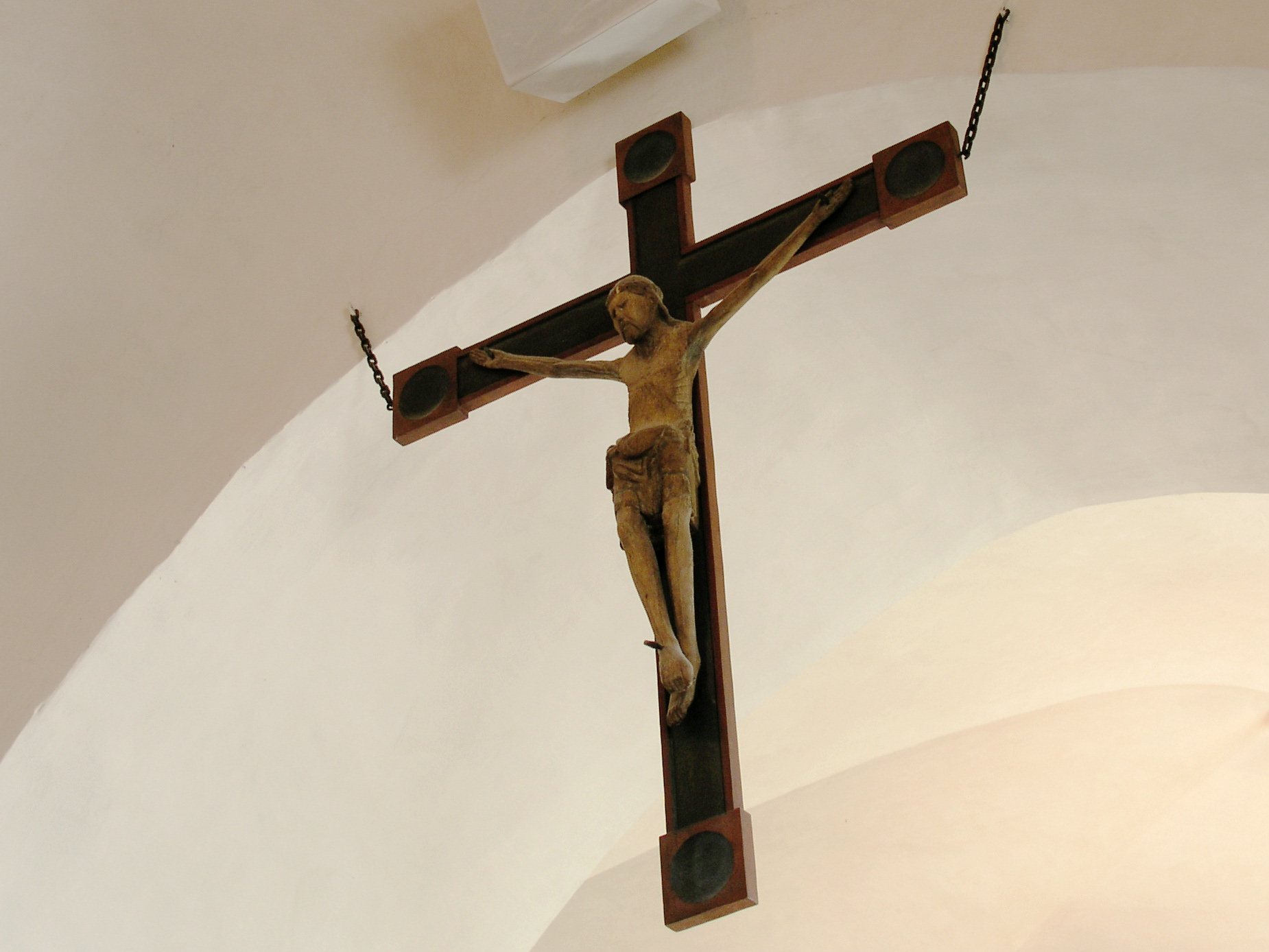
Krucifix
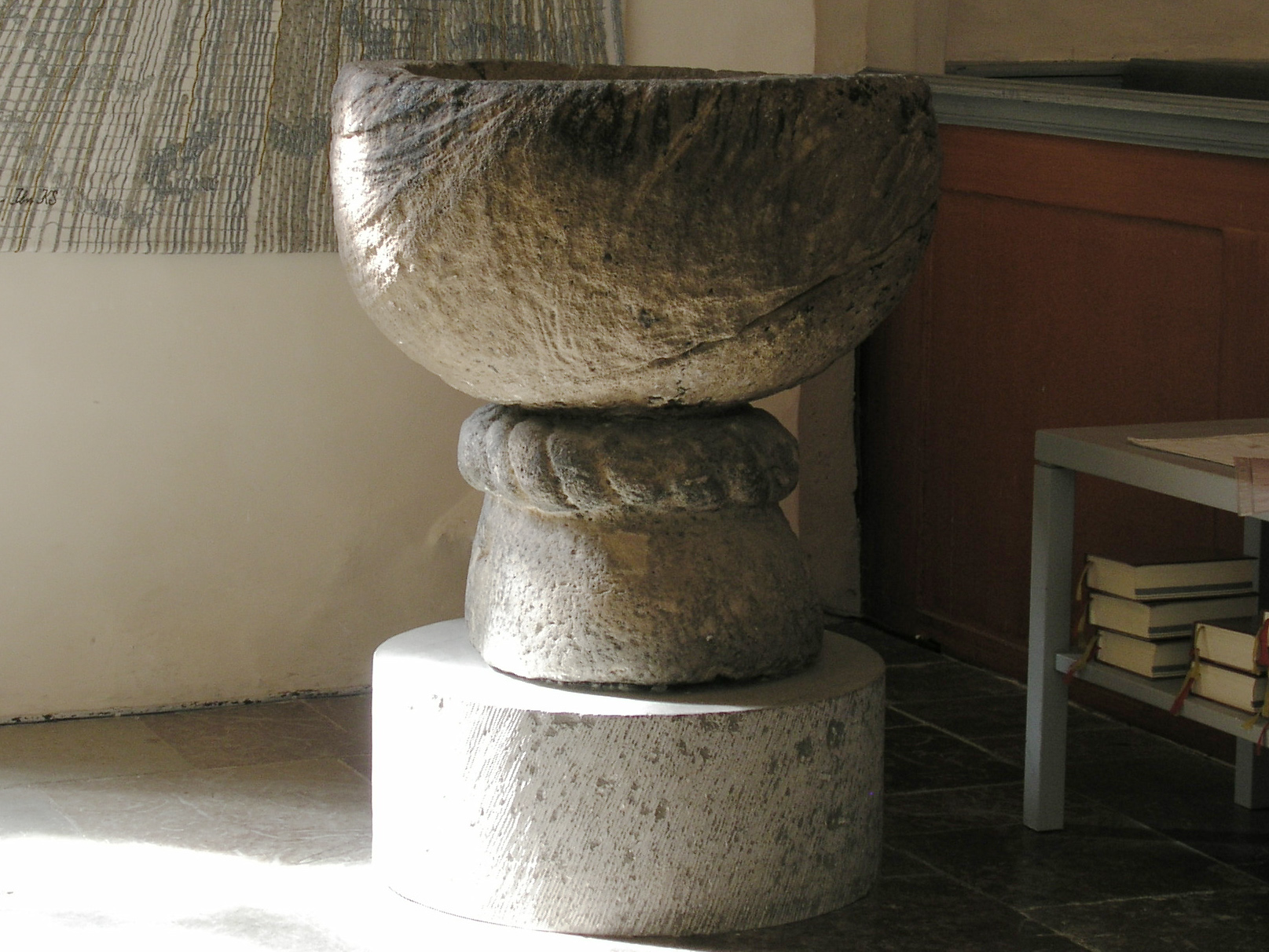
Dopfunt